# کوریانکا
کوریانکا (به لهستانی:  Kurianka) یک روستا در لهستان است که در گمینا لیپسک واقع شده‌است.